# مایکل مولاتا
مایکل مولاتا (انگلیسی: Michael Molata؛ زادهٔ ۱۰ فوریهٔ ۱۹۷۳) بازیکن فوتبال اهل آلمان است.
از باشگاه‌هایی که در آن بازی کرده‌است می‌توان به باشگاه فوتبال هولشتاین کیل، باشگاه فوتبال هانوفر ۹۶، باشگاه فوتبال هامبورگ، باشگاه فوتبال کارل زایس ینا، باشگاه فوتبال آرمینیا بیله‌فلد، باشگاه فوتبال یونیون برلین، و باشگاه فوتبال کارلسروهه اشاره کرد.